# Nesapterus roridus
Nesapterus roridus är en skalbaggsart som beskrevs av Sharp 1908. Nesapterus roridus ingår i släktet Nesapterus och familjen glansbaggar. Inga underarter finns listade i Catalogue of Life.